# Свејнов хартбист
Свејнов хартбист (лат. Alcelaphus buselaphus swaynei, енгл. Swayne's hartebeest) је подврста хартбиста, врсте сисара из реда папкара (Artiodactyla) и породице говеда (Bovidae).

## Распрострањење
Ареал подврсте је ограничен на једну државу, Етиопију.

## Угроженост
Ова подврста се сматра угроженом.